# Сюхари
Сюхари (яп. 守破離 сюхари, от яп. 守 — «соблюдать», 破 — «прорываться» и 離 — «отделяться») — концепция японских боевых искусств и описание этапов обучения, согласно которым существует понятие о трёх ступенях. Три шага мастерства в боевом искусстве появились в Китае и повлияли на японские боевые искусства. Иногда применяется для других японских дисциплин, например для го.
- Сю (яп. 守 сю, от яп. 守 — «соблюдать») — первая ступень, означающая, что надо заучивать всё точно так, как показывает учитель. Требуется много лет тренироваться, иначе не будет базы для перехода на следующую ступень.
- Ха (яп. 破 ха, от яп. 破 — «прорываться») — вторая ступень, на которой ученик обдумывает свои действия, изменяет правила, пробует их нарушать, строит новую систему своих собственных правил. Также он осваивает новые приемы у других учителей. Многие пробуют делать это слишком рано, поскольку переоценивают свои возможности.
- Ри (яп. 離 ри, от яп. 離 — «отделяться») — третья ступень, согласно которой нужно освободиться от правил — правил больше нет, существует лишь естественный ход вещей (Дао). «Ри» означает подняться над всем, что изучалось раньше, создать более высокие и более общие принципы.